# Kontora Kooka
Bureau de Kook (en cyrillique Контора Кука) est un groupe de rock russe de Samara (Russie, fondé en 1993. Selon Rolling Stone Russia, leur album "Check" était le meilleur album russe de 2013.

## Historique
Le groupe compte trois membres. Vladimir 'Kook' Elizarov est l'idéologue du groupe, ainsi qu'un chanteur, guitariste, percussionniste et parolier. Danila Telegin, guitariste et chanteuse, est le deuxième membre. Le troisième membre du groupe, Viktor Gurov, est responsable de la programmation des boîtes à rythmes, des bruits, du clavier et d'autres instruments de musique électroniques.
En 2000, leur premier album est sorti sous le titre Kontora Kooka (Контора Кука). Le deuxième album du groupe, Renovation (Реновация) , est sorti en 2004 par le label de musique Geometry. Les critiques ont comparé la musique de Kontora Kooka à The Residents et à d'autres groupes post-rock peu connus. En 2006, le groupe a enregistré un album industriel nommé Ordnung (Орднунг), influencé par Einstürzende Neubauten.
Entre 2006 et 2007, le groupe a joué du nouveau matériel lors de plusieurs concerts et a commencé à chercher un nouveau son. A cette époque, Timur Taziev rejoint le groupe et prend le contrôle de la batterie. En 2009, le groupe sort LO-END après avoir travaillé dessus pendant deux ans. L'album est devenu un succès culte parmi les fans du groupe.
L'album Virus Jazz (Вирус Джаза) est sorti au printemps 2012. Cette même année, la couverture de l'album a remporté le prix du design Red Dot.
Début 2013, Danila Telegin a quitté le groupe pour démarrer son propre projet, TLGN. L'album CHÈQUE (ЧЕК) a été enregistré cette année-là. Après une longue pause, Oleg Sadovnikov est revenu au groupe. Selon Andrey Bukharin de Rolling Stone Russia, CHÈQUE était l'un des dix meilleurs albums et le meilleur album russe de 2013.

## Discographie
- Kontora Kooka (Контора Кука), 2000.
- Rénovation (Реновация), 2004.
- Ordnung (Орднунг), 2006
- LO-END (LO-END), 2009.
- Virus Jazz (Вирус Джаза), 2011.
- CHÈQUE (ЧЕК), 2013.
- Volga Moyenne (Средняя Волга), 2014.
- RIO (РИО), 2015.
- Karachun (Карачун), 2016.
- Mein lieber friend (Mein lieber friend), 2017.
- YYA-YOOYO.... (ЙЯ-ЁЁЁ....), 2019.
- Forst-Cinna (Форст-Цинна), 2019.
- Black Russian Woman (Black Russian Woman), 2021.